# Fejervarya cancrivora
Fejervarya cancrivora е вид жаба от семейство Dicroglossidae. Видът не е застрашен от изчезване.

## Разпространение
Разпространен е в Бруней, Виетнам, Индия, Индонезия (Папуа), Камбоджа, Китай, Лаос, Малайзия, Сингапур, Тайланд и Филипини. Внесен е в Гуам.

## Описание
Популацията на вида е нарастваща.